# Min jul
Min jul è un album in studio natalizio della cantante svedese Sanna Nielsen, pubblicato nel 2013.

## Tracce
1. Auld Lang Syne
2. Drummer Boy
3. Jul, jul, strålande jul
4. Julen närmar sig
5. Jingle Bells
6. O helga natt (Cantique de Noël)
7. Song for a Winter's Night
8. Viskar ömt mitt namn
9. Angel
10. Vinternatten (In the Bleak Midwinter)
11. Ave Maria
12. Happy Xmas (War Is Over)